# Station Svejbæk
Station Svejbæk is een station in Svejbæk in de Deense gemeente Silkeborg. Het station ligt aan de lijn Skanderborg - Skjern.
Volgens de dienstregeling 2015 rijdt op werkdagen ieder uur een trein richting Skanderborg - Aarhus en in de richting Herning en Skjern. 